# Tavares da Silva
João Joaquim Tavares da Silva (Estarreja, 29 novembre 1903 – 19 ottobre 1958) è stato un calciatore, allenatore di calcio e giornalista portoghese.

## Biografia
Nonostante fosse laureato in diritto, divenne giornalista sportivo fondando il settimanale A Bola nel 1932. Ne fu direttore fino al 1934, salvo poi scrivere pubblicazioni per altre testate come Stadium, il Diário de Lisboa e O Norte Desportivo. È stato l'autore, insieme a Ricardo Ornelas e António Ribeiro dos Reis, della História dos desportos em Portugal (1940). Nel frattempo svolse anche la carriera di calciatore, nelle categorie inferiori dei campionati regionali.

## Carriera

### Allenatore
Fu selezionatore della nazionale di calcio del Portogallo per un breve periodo. Debuttò come allenatore con l'Académica. Con lo Sporting Lisbona ottenne la dobradinha vincendo il titolo di campione di Portogallo e conquistando la coppa nazionale nella stagione 1953-54.

### Arbitro
Fu anche arbitro di calcio in varie serie del campionato portoghese e il 24 aprile 1932 fu designato per arbitrare l'incontro amichevole tra Spagna e Jugoslavia.

## Palmarès

### Club

#### Competizioni nazionali
- Campionato portoghese: 1

Sporting Lisbona: 1953-1954
- Coppa del Portogallo: 1

Sporting Lisbona: 1953-1954